# ملعب أمانة بغداد
ملعب أمانة بغداد هو ملعب كرة قدم يقع مقره في بغداد، العراق. يستخدم في الغالب لمباريات كرة القدم، وهو الملعب الرئيسي لنادي أمانة بغداد، تأسس عام 2010 بسعة 5000 متفرج.